# Speculaas
Speculaas je vrsta keksa od prhkog tijesta začinjenog primarno paprom, cimetom, đumbirom, klinčićem, kardamomom i muškatnim oraščićem.
Uobičajeno su tanki i ravni te oblikovani prema tradicionalnim motivima. Osobito su popularno tradicionalno jelo na blagdan sv. Nikole u Belgiji, Luksemburgu i Nizozemskoj te na Božić u Austriji i Njemačkoj. Najraniji izvori tvrde da su se speculaas tradicionalno pripremali i za vjenčanja te sajmove,[nedostaje izvor] ali u današnje doba često se jedu tijekom cijele godine uz čaj, kavu ili sladoled.
Primarno se proizvode i konzumiraju u Belgiji i Nizozemskoj, u Vestfaliji i Porajnju Njemačke te Luksemburgu i na sjeveru Francuske. Izrazito su popularne i na našem području, gdje ih proizvodi hrvatska tvrtka Koestlin. Nalazi se i u Indoneziji, gdje su uobičajeni nazivi spekulaas te spekulaaskoekjes te se pripremaju na Božić i za posebne prilike.